# Lake Benton
Lake Benton ist eine Kleinstadt (mit dem Status „City“) im Lincoln County im US-amerikanischen Bundesstaat Minnesota. Das U.S. Census Bureau hat bei der Volkszählung 2020 eine Einwohnerzahl von 687 ermittelt.
Das Norgaard Wind Project, ein Windpark des Energiekonzerns Exelon, befindet sich in Lake Benton.

## Geografie
Lake Benton liegt im Südwesten Minnesotas am südwestlichen Ende des gleichnamigen elf Kilometer langen Sees. Der Ort liegt auf 44°15′42″ nördlicher Breite und 96°17′12″ westlicher Länge. Er erstreckt sich über 11,97 km², die sich auf 9,79 km² Land- und 2,18 km² Wasserfläche verteilen.
Die Stadt liegt rund 10 km östlich der Grenze zu South Dakota an der Kreuzung der Highways US-14 und US-75.

## Demografische Daten
Nach der Volkszählung im Jahr 2010 lebten in Lake Benton 683 Menschen in 338 Haushalten. Die Bevölkerungsdichte betrug 69,8 Einwohner pro Quadratkilometer. In den 338 Haushalten lebten statistisch je 2,02 Personen.
Ethnisch betrachtet setzte sich die Bevölkerung zusammen aus 98,7 Prozent Weißen sowie 0,1 Prozent (eine Person) Afroamerikanern; 1,2 Prozent stammten von zwei oder mehr Ethnien ab. Unabhängig von der ethnischen Zugehörigkeit waren 0,3 Prozent (zwei Personen) der Bevölkerung spanischer oder lateinamerikanischer Abstammung.
31,1 Prozent der Bevölkerung waren unter 18 Jahre alt, 40,8 Prozent waren zwischen 18 und 64 und 28,1 Prozent waren 65 Jahre oder älter. 51,2 Prozent der Bevölkerung war weiblich.
Das mittlere jährliche Einkommen eines Haushalts lag bei 31.042 USD. Das Pro-Kopf-Einkommen betrug 25.590 USD. 16,5 Prozent der Einwohner lebten unterhalb der Armutsgrenze.